# Joaquín Ibarra
Joaquín Ibarra est un imprimeur espagnol, né à Saragosse le 20 juillet 1725, mort à Madrid le 13 septembre 1785. 
Il a publié plusieurs éditions que l'on regarde comme des chefs-d'œuvre de typographie, entre autres un remarquable Don Quichotte illustré (1780, 4 volumes in-4°), et une traduction de Salluste par l'infant don Gabriel (1772, in-folio). 

## Source
Cet article comprend des extraits du Dictionnaire Bouillet. Il est possible de supprimer cette indication, si le texte reflète le savoir actuel sur ce thème, si les sources sont citées, s'il satisfait aux exigences linguistiques actuelles et s'il ne contient pas de propos qui vont à l'encontre des règles de neutralité de Wikipédia.